# エミリオ・ロペス・フェルナンデス
エミリオ・ロペス・フェルナンデス（Emilio López Fernández, 1965年7月9日 - ）はスペイン・ポンテベドラ県ビーゴ出身のサッカー選手、サッカー指導者。

## 来歴
1987年にセグンダ・ディビシオンBのグラン・ペーニャFCで選手としてデビュー。1989年から1993年まではプリメーラ・ディビシオンのセルタ・デ・ビーゴでプレーした。その後はCDバダホス、CDレガネス、CAオサスナ、レアル・ハエンと所属を移しながらセグンダ・ディビシオンのクラブで活躍。エルクレスCFでプレーしていた2003年を最後に現役を引退した。
現役を引退後、セルタ・デ・ビーゴの育成GKコーチに就任。2012年よりヘタフェCFに移り、BチームのGKコーチおよびトップチームのGKコーチを歴任した。
2018年、ヘタフェでともに指導したフアン・エスナイデルが率いるJリーグ・ジェフユナイテッド市原・千葉のGKコーチに就任した。

## 所属クラブ
選手時代
- 1987年 - 1989年  グラン・ペーニャFC（スペイン語版）
  - 1988年 - 1989年  アローサSC（スペイン語版）（期限付き移籍）
- 1989年 - 1993年  セルタ・デ・ビーゴ
- 1993年 - 1994年  UEフィゲレス
- 1994年 - 1995年  CDバダホス
- 1995年 - 1996年  CDレガネス
- 1996年 - 1999年  CDバダホス
- 1999年 - 2000年  CAオサスナ
- 2000年 - 2001年  レアル・ハエン
- 2001年 - 2003年  エルクレスCF

指導者時代
- 2004年 - 2011年  セルタ・デ・ビーゴ（育成GKコーチ）
- 2012年 - 2016年  ヘタフェCF（GKコーチ）
  - 2012年 - 2013年  ヘタフェB（GKコーチ）
- 2018年  ジェフユナイテッド市原・千葉（GKコーチ）
- 2019年  上海緑地申花足球倶楽部（GKコーチ）